# Signe cardinal
En astrologie, on appelle signe cardinal un signe du zodiaque qui se trouve au début d'une saison. Les quatre signes cardinaux sont ainsi le Bélier (début du printemps), le Cancer (début de l'été), la Balance (début de l'automne) et le Capricorne (début de l'hiver).
Dans un thème astrologique, « une nette prédominance de Cardinal au détriment du Fixe et du Mutable dénote un tempérament volontaire, impulsif, énergique, dynamique, accrocheur, ambitieux, impatient voire précipité »
.